# Opéra de Marseille
Die Opéra de Marseille, offiziell Opéra municipal de Marseille, ist ein Opernhaus in Marseille, Frankreich. 1685 war die Stadt nach Bordeaux die zweite in Frankreich, die ein Opernhaus hatte.

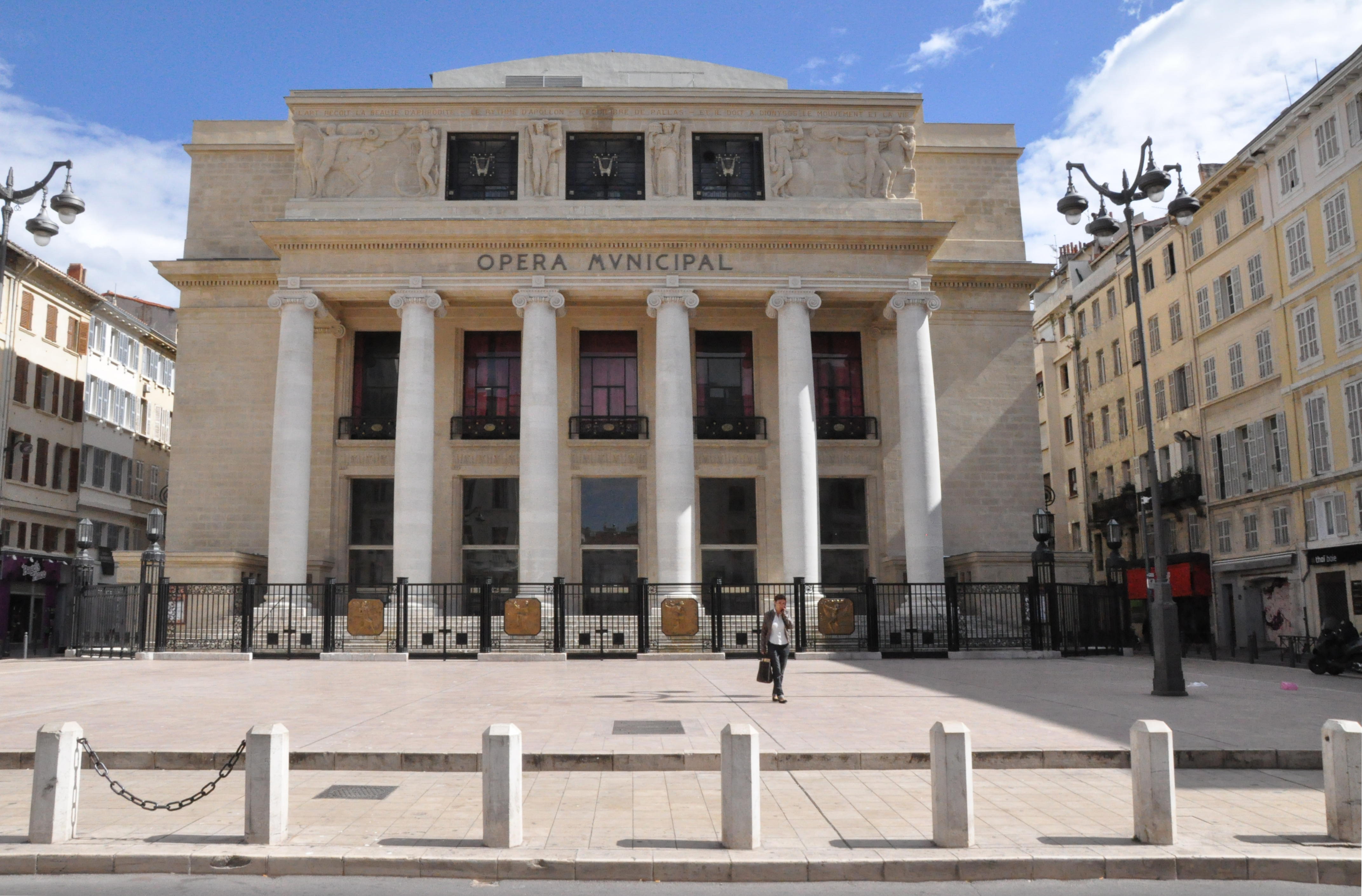
Die Opéra de Marseille

## Geschichte

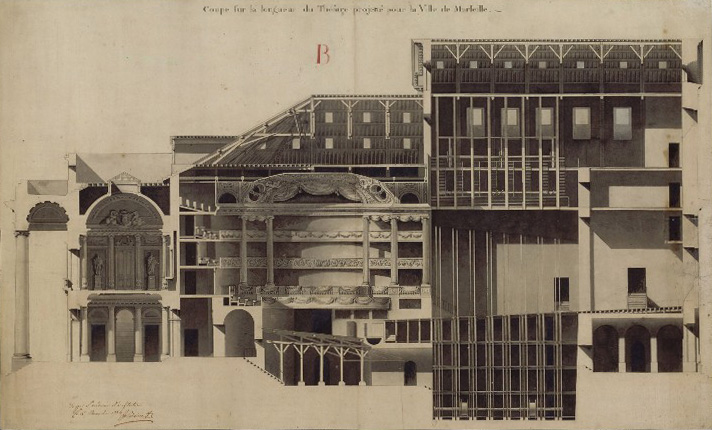
Querschnitt, Plan des Architekten Charles Joachim Bénard, 1784

Das erste echte Theater, das Grand-Théâtre oder die Salle Bauveau, wurde allerdings erst 1786/1787 erbaut. Die Grundsteinlegung erfolgte am 14. Juli 1786, die Einweihung am 31. Oktober 1787 in Anwesenheit von Marschall Fürst de Beauvau, Gouverneur der Provence, dessen persönliche Schauspielertruppe das Spektakel darbrachte.
Während der prunkvollen Zeit nach der Revolution war es Schauplatz vieler bedeutender Opernpräsentationen, darunter 1860 Verdis Rigoletto und Il trovatore und 1866 Donizettis Lucia di Lammermoor und Rossinis Il barbiere di Siviglia mit der berühmten Sopranistin Adelina Patti. Es gab auch Frankreich-Uraufführungen: Aida (1877), La fanciulla del West (1912) und 1890 einen historischen Auftritt von Nellie Melba in Ambroise Thomas’ Hamlet. Einige Jahre nach der Elektroinstallation zerstörte ein Brand am 13. November 1919, nach einer Probe von Meyerbeers L’Africaine, das Theater und ließ nur seine Hülle, das alte Auditorium, das Peristyl mit der äußeren Steinkolonnade und das große skulpturierte Fries des Bildhauers Antoine Bourdelle zurück.
Am 16. November 1920 verabschiedete die Gemeinde schließlich ein Wiederaufbauprogramm. Die Arbeiten wurden in dreieinhalb Jahren unter der Leitung des Gemeindearchitekten Gaston Castel abgeschlossen. Er bewahrte die Steinkolonnade und platzierte den ursprünglichen Billettstand in der Mitte der Eingangshalle, von der aus zwei Treppen zum eleganten Hauptfoyer führen. Die Einweihung erfolgte am 3. Dezember 1924 durch den damaligen Bürgermeister Siméon Flaissières mit Ernest Reyers Sigurd.
Das Opernhaus bietet Platz für 1823 Personen und verfügt über ein klassisches urnenförmiges Auditorium, drei Logenringe, zwei Balkone und eine Galerie. Bourdelles Fries umrahmt weiterhin die Bühne.
Die Opéra de Marseille wurde erst am 31. Juli 1945 unter kommunale Kontrolle gestellt (die Stadt stellt seither ihren Betrieb im Einvernehmen mit dem Gemeinderat sicher). Im Geiste von Adolphe Adam, der von einer Oper für das Volk geträumt hatte, behielt der Regisseur Jean Marny die beliebten Abendveranstaltungen bei. Michel Leduc, sein Nachfolger ab 1949, hat den pädagogischen Charakter des Theaters noch weiterentwickelt.
Das Opernhaus ist seit dem 13. Februar 1997 als historisches Denkmal eingestuft. Beauvert beschreibt es als einen Jugendstiltempel, den „Seelenverwandten“ des Théâtre des Champs-Élysées in Paris.

## Aufführungen
Im März 2014 wurde die von Jean-Claude Petit eigens für die Stadt Marseille komponierte Oper Colomba (Libretto von Benito Pelegrin nach der Kurzgeschichte von Prosper Mérimée) uraufgeführt. Die Aufführung wurde von Claire Gibault dirigiert und von Charles Roubaud inszeniert.
Viele bekannte zeitgenössische Sänger debütierten in der Opéra de Marseille, darunter Alfredo Kraus, Plácido Domingo und Renata Scotto. Das Haus ist bekannt für sein sehr kritisches Publikum, insbesondere jenes in der Galerie, im „Olymp“. Zu den früheren Musikdirektoren des Opernhauses gehörte János Fürst.